# Československá basketbalová liga 1975/1976
1. basketbalová liga 1975/1976 byla v Československu nejvyšší ligovou basketbalovou soutěží mužů, v ročníku 1. ligy hrálo 12 družstev. Zbrojovka Brno získala 14. titul mistra Československa, Slavia VŠ Praha Autoškoda skončila na 2. místě a Sparta Praha na 3. místě. Z ligy sestoupila dvě družstva. Ze tří nováčků Inter Bratislava skončil na 4. místě, Slavoj Litoměřice a Technika Brno sestoupili.
Konečné pořadí:
1. Zbrojovka Brno (mistr Československa 1976) - 2. Slavia VŠ Praha - 3. Sparta Praha - 4. Inter Bratislava - 5. Baník Prievidza - 6. Dukla Olomouc - 7. Iskra Svit - 8. Baník Ostrava - 9. RH Pardubice - 10. NHKG Ostrava -- další 2 družstva sestup z 1. ligy: 11. Technika Brno - 12. Slavoj Litoměřice

## Systém soutěže
Všech dvanáct družstev odehrálo dvoukolově každý s každým (zápasy doma - venku), každé družstvo odehrálo 22 zápasů. Poté po rozdělení do dvou skupin podle pořadí každé družstvo ve skupině odehrálo dalších 10 zápasů, tedy celkem 32 zápasů.

## Konečná tabulka 1975/1976
| Poř. | Tým               | Z  | V  | P  | Skóre     | Body |
| ---- | ----------------- | -- | -- | -- | --------- | ---- |
| 1.   | Zbrojovka Brno    | 32 | 30 | 2  | 3121:2492 | 62   |
| 2.   | Slavia VŠ Praha   | 32 | 24 | 8  | 2805:2466 | 56   |
| 3.   | Sparta Praha      | 32 | 19 | 13 | 2731:2555 | 51   |
| 4.   | Inter Bratislava  | 32 | 16 | 16 | 2694:2784 | 48   |
| 5.   | Baník Prievidza   | 32 | 15 | 17 | 2678:2772 | 47   |
| 6.   | Dukla Olomouc     | 32 | 14 | 18 | 2640:2711 | 46   |
|      |                   |    |    |    |           |      |
| 7.   | Iskra Svit        | 32 | 18 | 14 | 2548:2585 | 50   |
| 8.   | Baník Ostrava     | 32 | 17 | 15 | 2594:2618 | 49   |
| 9.   | RH Pardubice      | 32 | 16 | 16 | 2710:2705 | 48   |
| 10.  | NHKG Ostrava      | 32 | 13 | 19 | 2457:2585 | 45   |
| 11.  | Technika Brno     | 32 | 6  | 26 | 2554:2924 | 38   |
| 12.  | Slavoj Litoměřice | 32 | 4  | 28 | 2447:2782 | 36   |

## Sestavy (hráči, trenéři) 1975/1976
- Zbrojovka Brno: Jan Bobrovský, Kamil Brabenec, Jaroslav Beránek, Vojtěch Petr, Josef Nečas, Jiří Jandák, Vlastimil Havlík, Arpáš, Stehlík, Hrubec, Procházka, Doležel, Veselý. Trenér František Konvička.
- Slavia VŠ Praha: Jiří Zídek, Jiří Zedníček, Jiří Konopásek, Gustáv Hraška, Vlastibor Klimeš, Vladimír Ptáček, Bulla, Hájek, Novotný, M. Šťastný, Žáček, Koubek, Vozárik. Trenér Jaroslav Šíp
- Sparta Praha: Milan Voračka, Zdeněk Douša, Jan Mrázek, Jaroslav Skála, Josef Klíma, Jaroslav Fišer, Zdeněk Terzijský, Jiří Baumruk, Ladislav Rous, Ludvík Šereda, Lukáš Rob, M. Celba. Trenér Jiří Baumruk
- Internacionál Slovnaft Bratislava: Vladimír Padrta, Stanislav Kropilák, Marian Kotleba, Justin Sedlák, Peter Rajniak, Hagara, Halahija, Plesník, Mašura, Holúbek, Hlavaj, Bogdálek. Trenér K. Klementis
- Baník Prievidza: Ivan Chrenka, Peter Chrenka, Bačík, Benický, Tóth, Peter Steinhauser, Dérer, Toporka, Faith, Benža, Urban, Doušek. Trenér Š. Vass
- Dukla Olomouc: Zdeněk Kos, Pavel Pekárek, Pavol Bojanovský, Zdeněk Hummel, Dzurilla, Kocúr, Dvořák, Šrámek, Buryan, Pršala, Ivan, Hradec, Svierček, Tvarůžek. Trenér Drahomír Válek
- Iskra Svit: Jozef Straka, Miloš Pažický, Štaud, Majerčák, Míčka, Bublávek, Maurovič, Sako, Veverka, Záthurecký, Š. Straka, Majchrák, Uherčík, Bezák. Trenér V. Brychta
- Baník Ostrava: Jiří Pospíšil), Pavel Škuta, Milan Korec, Janál, Č. Lacina, Heinecke, Cvrkal, Bílý, Jakubec, Vocetka, Kovalský. Trenér J. Ďuriš
- RH Pardubice: Jan Blažek, Jaroslav Kantůrek, Martin Brázda, Formánek, Zuzánek, Sýkora, Přibyl, Helebrandt, Maršoun, Skokan, Dolejší, L. Petr, Vejražka. Trenér Jiří Ammer
- NHKG Ostrava: Zdeněk Böhm, Nevřela, Suchánek, Mužík, M. Kostka, Terč, Vršecký, Rubíček, Kocian, I. Černý, Jelínek. Trenér Jan Kozák
- Technika Brno: Jiří Balaštík, Petr Novický, x, Kovařík, Kratochvíl, Broža, David, J. Černý, Helan, Nebeský, Vlk, Klofáč, Havíř, Hruška, Matula, Dubš. Trenér J. Grulich
- Slavoj Litoměřice: V. Janošík, M. Žák, Rybář, M. Janošík, Němec, Tyle, Janda, A. Žák, Choutka, Praibiš, Vlček, Trejbal. Trenér J. Víšek

## Zajímavosti
- Československo bylo v Kanadě na 2. místě v kvalifikaci o účast na olympijských hrách a na Olympijských hrách 1976 Montreal skončilo na 6. místě, když hrálo v sestavě:
  - kvalifikace: Kamil Brabenec 168 bodů /7 zápasů, Stanislav Kropilák 90 /7, Zdeněk Kos 89 /8, Gustáv Hraška 77 /8, Jiří Pospíšil 70 /8, Zdeněk Douša 56 /7, Vojtěch Petr 55 /8, Vladimír Padrta 36 /4, Jiří Konopásek 22 /8, Justin Sedlák 15 /4, Jaroslav Kantůrek 9 /5, Vladimír Ptáček 8 /3, celkem 695 bodů v 8 zápasech (6-2). Trenér: Vladimír Heger.
  - OH 1976: Kamil Brabenec 113 bodů /6 zápasů,Stanislav Kropilák 107 /7, Jiří Pospíšil 79 /7, Gustáv Hraška 75 /7, Zdeněk Douša 56 /7, Zdeněk Kos 40 /6, Justin Sedlák 29 /5, Vojtěch Petr 26 /6, Vladimír Padrta 22 /4, Jiří Konopásek 20 /7, Jaroslav Kantůrek 11 /6, Vladimír Ptáček 6 /1, celkem 584 bodů v 7 zápasech (3-4). Trenér: Vladimír Heger.
  - Konečné pořadí: 1. USA, 2. Jugoslávie, 3. Sovětský svaz - 6. Československo
- Dukla Olomouc v Poháru evropských mistrů 1975/76 hrála 2 zápasy (1-1, 158-162), byla vyřazena ve 2. kole od SP Federale Lugano, Švýcarsko (85-71, 73-91).
- Slavia VŠ Praha v Poháru vítězů pohárů 1975/76 hrála 2 zápasy (0-2, 151-162) v osmifinále vyřazena od SSV Hagen, Německo (76-78, 75-84).
- Vítězem ankety Basketbalista roku 1975 byl Zdeněk Kos.
- „All Stars“ československé basketbalové ligy - nejlepší pětka hráčů basketbalové sezóny 1975/76: Vojtěch Petr, Kamil Brabenec, Jan Bobrovský, Stanislav Kropilák, Jiří Konopásek.